# BiVi
BiVi（ビビ）は、大和リースが運営する複合商業施設である。

## 概要
"BiVi"という名称は、光り輝き（brilliant）、生き生き（vivid）するという意味が込められている。大和リースが展開する複合商業施設の中では都市型商業施設と位置づけられている。BiVi仙台駅東口はアミューズメント系、BiVi南千住はスポーツ系といったコンセプトを明確にした出店が特徴である。

## 施設一覧
- BiVi新さっぽろ（北海道札幌市厚別区） - 新札幌駅・地下鉄新さっぽろ駅隣接。2023年11月30日オープン。
- BiVi仙台駅東口（宮城県仙台市青葉区） - 仙台駅東口前。
- BiViつくば（茨城県つくば市） - つくば駅前。2015年9月5日オープン。
- BiVi八潮（埼玉県八潮市） - 八潮駅前。2013年11月19日オープン。
- BiVi南千住（東京都荒川区） - 南千住駅前。
- BiVi沼津（静岡県沼津市） - 沼津駅北口前。
- BiVi藤枝（静岡県藤枝市） - 藤枝駅南口前。2009年2月28日オープン。
- BiVi二条（京都府京都市中京区） - 二条駅前。
- BiVi千里山（大阪府吹田市） - 千里山駅東口前。2015年4月15日オープン。
- BiVi土山（兵庫県加古郡播磨町） - 土山駅前。2016年4月15日オープン。
- BiVi福岡（福岡県福岡市中央区） - 渡辺通駅前。
- BiVi日出（大分県速見郡日出町） - 暘谷駅隣接。2015年6月1日オープン。